# Apseudes agulhensis
Apseudes agulhensis is een naaldkreeftjessoort uit de familie van de Apseudidae. De wetenschappelijke naam van de soort is voor het eerst geldig gepubliceerd in 1920 door Barnard.